# سیارک ۱۱۹۰۵
سیارک ۱۱۹۰۵ (به انگلیسی: 11905 Giacometti، نامگذاری:1991VL6) یازده هزار و نهصد و پنجمین سیارک کشف شده‌است که در ۶ نوامبر ۱۹۹۱ کشف شد.
قدر مطلق سیارک برابر ۱۷.۸ است.